# Firmo Neto

Manuel Firmo da Cunha Neto (Amazonas, 7 de outubro de 1916 — Recife, 10 de fevereiro de 1998) foi um cineasta, cinegrafista, laboratorista, montador e fotógrafo brasileiro; pioneiro do cinema sonoro em Pernambuco.
Firmo Neto realizou em 1942 o primeiro filme sonoro do norte/nordeste totalmente constituído no Recife, “Coelho sai”. Foi pioneiro também no Recife fazendo comerciais para a televisão usando a técnica de animação e filmagens de bonecos e filmou a primeira propaganda exibida na televisão, feita em Pernambuco, efetivou várias reportagens como a inauguração do 1º calçamento da Avenida Caxangá na cidade do Recife, filmou a visita de Getúlio Vargas ao estado, realizou o documentário “Shistosomose Mansoni” com microfilmagem para o Ministério da Educação e Saúde, fez uma série de jornais cinematográficos, filmou por encomenda comícios de Francisco Julião e da primeira campanha de Miguel Arraes para agencias de publicidade e várias outras contribuições que retratam a história e cultura pernambucana.
Registrou a evolução urbana e social do Recife através de suas fotografias e seu acervo encontra-se em alguns dos mais importantes museus e entidades do Recife.
Ensinou durante vários anos a arte da fotografia e do cinema para numerosos estudantes da imagem, que passaram pelo curso que ministrava na Casa da Cultura do Recife.
Foi condecorado com a Medalha de Honra da Cidade do Recife e foi homenageado com a criação do Prêmio Ary Severo e Firmo Neto de roteiros de curta-metragem, que visa incentivar a produção cinematográfica em Pernambuco.

## Biografia cronológica
- 1916: Nasceu em 7 de outubro em Providência, estado do Amazonas, Manuel Firmo da Cunha Neto.
- 1927: Realizou o curso primário no Grupo Escolar Francisco Sá e Colégio Samuel Barreira em Sena Madureira / Acre.
- 1931: Transferiu-se para o Ceará para fazer o curso ginasial no Colégio Militar do Ceará.
- 1932: Comprou sua primeira máquina fotográfica e não pode ir para a Escola Superior de Guerra, pois possuía problemas cardíacos.
- 1936: Concluiu o curso de Engenheiro Agrimensor no Colégio Militar do Ceará.
- 1937: Transferiu-se para Recife para fazer o curso complementar de pré-médico no Ginásio Pernambucano.
- 1939: Foi convidado para trabalhar na Meridional Filmes na qual fez a sua primeira filmagem, a cena filmada foi a saída dos alunos do Ateneu Pernambucano, neste mesmo ano casou com Maria de Lourdes da Costa Pinto e desta união nasceram sete filhos.
- 1940: Fez o documentário sobre o calçamento da Avenida Caxangá, filmou a chegada do interventor Agamenon Magalhães ao Recife, a inauguração do Museu do Estado de Pernambuco e  a  Exposição Nacional de Pernambuco, ocorrida no Parque 13 de Maio.
- 1941: Na Meridional realizou um documentário sonorizado com duração de dez minutos de uma festa de arte do Colégio Vera Cruz. Ate então, todos os filmes eram sonorizados no Rio de Janeiro, a partir desta produção sonorizada em Recife, surgiu à ideia de se fazer um longa-metragem que também fosse sonorizado no laboratório da Meridional.
  - Filmou a visita de Getúlio Vargas ao estado de Pernambuco.
- 1942: Realizou o longa-metragem “Coelho Sai”, o primeiro filme sonoro realizado em Pernambuco. O filme era um musical com várias apresentações, que tinha como história a saudade de uma jovem pelo Recife e como pano de fundo a cultura e o carnaval pernambucano. Com produção de Newton Paiva, dono da Meridional Filmes, roteiro de Ernani Seve e Berguedof  Elliot, participação dos atores Elpídio Câmara, Carlos Brasil, Edgar Cardoso e Geninha da Rosa Borges, nos números musicais apareciam a cantora Dirce Gonçalves, a dupla Alvarenga e Bentinho, o maracatu de Dona Santa e o caboclinho Tabajaras. A música do filme “O Coelho Sai”, era do Maestro Nelson Ferreira e originou o nome do longa-metragem. Firmo além da direção fez a sonorização, cenografia, fotografia, montagem e até a maquiagem dos atores.
  - O diretor de cinema norte americano Orson Welles, de passagem pelo Recife, foi convidado a visitar o estúdio da Meridional filmes, onde assistiu parte do filme ainda em fase de montagem, ficando encantado com as imagens do caboclinho e o maracatu..
- 1945: A Meridional foi vendida  e Firmo fundou uma empresa chamada Cinetécnica Firmo Neto.
- 1946: Fez o documentário científico para o Ministério da Educação e Saúde sobre a Shistosomose Mansoni.
- 1947: Filmou e fotografou para a Fox Films e Jornal Diário da Noite a estada do ator de cinema norte-americano Tyronne Power em Natal – Rio Grande do Norte.
- 1948: Fez o Documentário científico sobre o Anel Vermelho do Coqueiro.
  - Esteve com o diretor Italiano Roberto Rossellini que veio oficialmente ao Brasil a convite do escritor Josué de Castro para o acerto final da adaptação do livro Geopolítica da Fome para o cinema., mas o filme não foi realizado.
- 1948 a 1954: Fez os jornais cinematográficos Notícias do Recife, Pernambuco em Marcha e Folha da Manhã na Tela.
- 1952: Fez o Documentário sobre a morte de Agamenon Magalhães.
  - O cineasta Alberto Cavalcanti que veio ao Recife filmar “O canto do Mar”, assistiu e ficou bastante impressionado com a apresentação de dois documentários realizados por Firmo sobre a esquistossomose e bouba realizados em 1950.
- 1956: Dedicou-se a realização de documentários sociais.
- 1970: Descobre as vantagens do super 8 e percebeu que o novo formato desbancaria o 16 mm.
- 1972: Monta um laboratório com todo equipamento necessário para a realização de filmes em Super 8.
  - Seu documentário sobre a XXX Exposição Nordestina de Animais de Pernambuco realizada para o Departamento de Produção Animal da Secretaria da Agricultura foi exibido na Exposição Internacional de animais de Moçambique, na África.
- 1973: Foi diretor de fotografia de seis filmes pernambucanos no formato Super 8, para a II Jornada Nordestina de curta-metragem em Salvador (Bahia).
  - Iniciou as filmagens de “O Palavrão”, não podendo concluí-las por motivo de saúde.
- 1974: Submeteu-se a uma cirurgia cardiovascular.
- 1975: Iniciou o Curso Firmo Neto de cinema no Recife.
- 1977: É encarregado pelo então secretario de Educação e Cultura do Recife, Ariano Suassuna, para realizar a limpeza do acervo da filmoteca da Prefeitura do Recife.
- 1980: Foi convidado para transferir o curso de cinema para a Casa da Cultura (Antiga Casa de Detenção do Recife).
- 1981: Realizou um depoimento para o Museu da Imagem e do Som de Pernambuco e recebeu congratulações da Câmara Municipal do Recife pelos seus 40 anos de dedicação ao cinema em Pernambuco.
- 1983: Festejou três anos de dedicação ao seu curso de cinema e fotografia na Casa da Cultura.
- 1984: Foi agraciado com a Medalha do Mérito da Fundação Joaquim Nabuco por sua relevante contribuição à cultura brasileira.
- 1987: Recebeu as congratulações do Serviço Público Federal pelos 45 anos de estreia do filme “Coelho Sai”.
  - Nasceu a Associação Firmo Neto de Fotógrafos e Cineastas, uma iniciativa de seus ex-alunos.
- 1988: Doou de um riquíssimo acervo de documentários para a Cinemateca do Museu de Arte Moderna do Rio de Janeiro constituído de 98 latas contendo, em média, 10 min de película cada uma, o que significa mais de onze horas de documentários realizados pelo próprio doador nas décadas de 40, 50 e 60.
- 1989: Recebeu da Câmara Municipal do Recife uma homenagem aos 50 anos de dedicação ao cinema e condecorado com a Medalha de Honra da Cidade do Recife.
- 1991: Foi homenageado na Casa da Cultura pelos seus 75 anos de vida, 49 de cinema e 11 do seu curso de fotografia e cinema.
- 1993: Atingiu a marca de mil alunos que receberam suas aulas sobre cinema.
- 1997: Abandonou o ensino no curso por problemas de idade e saúde.
- 1998:
  - Fevereiro: Faleceu no dia dez no Hospital das Clínicas com infecção respiratória, cardiológica e hipertensão.
  - Abril: A prefeitura do Recife, em parceria com a Universidade Federal de Pernambuco, lançou o Concurso de Roteiros de curta-metragem Firmo Neto/Ari Severo.
  - Agosto: Foram divulgados os vencedores do concurso.
  - Foi doado por sua família todo o acervo da Casa da Cultura à Fundação do Patrimônio Histórico e Artístico de Pernambuco (Fundarpe). O acervo encontra-se na Sala Firmo Neto no Museu da Imagem e do Som de Pernambuco.

## Produções realizadas e solicitantes
- Anel Vermelho do Coqueiro (Instituto de Pesquisas Agronômicas)
- Bonecos animados (Delta Turismo – comercial)
- Bouba (Departamento de Saúde Pública)
- Caroá (José de Vasconcelos)
- Carnaval do Recife (Prefeitura Municipal do Recife)
- Carnaval do Recife – cenas de rua, Dona Santa Rainha do Maracatu Elefante. (Empresa Técnica Cinematográfica)
- Centenário de Cajazeiras (Prefeitura Municipal de Cajazeiras)
- Centenário de Joaquim Nabuco (Secretaria da Educação)
- Coelho sai (Meridional Filmes)
- Comercial para televisão (Aguardante de cana Pitú)
- Compromissos de novos conscritos sediados no Recife (Empresa Técnica Cinematográfica)
- Congresso das Municipalidades (Empresa Técnica Cinematográfica)
- Congresso de Tuberculose (Comissão Executiva – Dr. Miguel Arcanjo)
- Cortume São Francisco (Rio Grande do Norte)
- Corrida do fogo simbólico (Meridional Filmes)
- Desenhos animados (Biscoitos Sagres – comercial)
- Doces Gaibú (Comerciais para cinema)
- Documentário para Aurora Duarte
- Documentário sobre o calçamento da Avenida Caxangá
- Espetáculo do Teatro de Estudante (Diretoria de Documentação e Cultura)
- Exposição Nordestina de Animais (Departamento da Produção Animal)
- Esplenectomia (Filme de intervenções cirúrgicas)
- Festa de Arte (Colégio Vera Cruz)
- Festa do Algodão – Serra Talhada/PE (Secretaria de Agricultura)
- Festa de Nossa Senhora do Carmo (Empresa Técnica Cinematográfica)
- Festa do tomate (Carlos de Brito S.A.)
- Filme de longa metragem “Coelho Sai” (Meridional Filmes)
- O Fumo em Arapiraca (Cultivadores de Fumo de Alagoas)
- Folha da Manhã na Tela (Nº 1 ao 8) (Governo de Agamenon Magalhães)
- Homenagem a Bernardo Vieira de Melo (Diretoria de Documentação e Cultura)
- Inauguração da Discoteca Pública Municipal (Diretoria de Documentação e Cultura)
- Notícias do Recife I
  - Procissão dos passos
  - Desaparece um escritor, Mário Sette
  - Centenário de Dantas Barreto
  - Concurso de papagaios
  - Recenseamento
- O trote (Diretoria de Documentação e Cultura)
- Notícias do Recife II
  - Homenagem a heróis
  - Cheia do Capibaribe – Ponte do Derby em construção
  - Festa da Conceição
  - Uma intérprete de Mozart
- Escolas Profissionais Dom Bosco (Diretoria de Documentação e Cultura)
- Notícias do Recife III
  - Prefeito Mendes de Morais no Recife
  - Centenário do Santa Isabel
  - Inauguração da Ponte do Derby
  - Dia da Marinha
- Concerto Popular no Jardim 13 de maio (Diretoria de Documentação e Cultura)
- Pernambuco em Marcha (Nº 1 ao 11) (Secretaria da Agricultura)
- Posse do Governador Agamenon Magalhães (Partido Social Democrático)
- Posse do Governador Flavio Ribeiro Coutinho (Governo da Paraíba)
- Por que o SESI (Documentário para televisão)
- A Prefeitura a serviço do povo – 1º aniversário do Governo Pelópidas da Silveira (Empresa Técnica Cinematográfica)
- Primeiro aniversário do Governo Barbosa Lima Sobrinho (Empresa Técnica Cinematográfica)
- Quarenta horas de vibração cívica – visita do Presidente Getúlio Vargas a Pernambuco. (Meridional Filmes)
- Reação de Galli Mainini (Legião Brasileira de Assistência)
- Reunião do BNN (Banco Nacional do Norte)
- Shistosomose Mansoni (Ministério da Saúde)
- Tyrone Power em Natal (Fox Films)
- Usina Higienizadora do Leite (Brasilco S.A.)
- Visita do Ministro da Marinha a Pernambuco (Meridional Filmes)